# Maximiliana Maria de Bavaria
Maximiliana Maria de Bavaria (n. 4 iulie 1552, München, Ducatul de Bavaria – d. 11 iulie 1614, München, Ducatul de Bavaria), aparținând Casei de Wittelsbach, a fost prințesă a Bavariei.

## Biografie
Maximiliana Maria a fost fiica cea mai mică a ducelui Albert al V-lea de Bavaria (1528–1579) și a soției sale, arhiducesa Anna de Austria (1528–1590), fiica împăratului Ferdinand I. Educația prințesei s-a concentrat în domeniul muzical. Printre profesorii ei a fost și organistul Hans Schachinger cel Tânăr. Maximiliana Maria a avut o relație deosebit de strânsă cu familia compozitorului curții Orlando di Lasso.

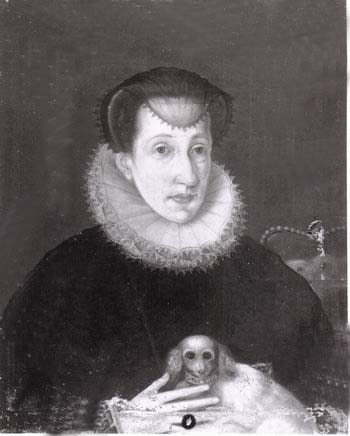
Prințesa Maximiliana Maria (autor anonim, dată necunoscută)

Maximiliana Maria a rămas necăsătorită și a locuit la München la curtea fratelui ei, Wilhelm al V-lea, care i-a asigurat o rentă anuală de 6000 de guldeni. De-a lungul vieții, a avut legături foarte strânse cu sora ei Maria Anna, soția arhiducelui Carol al II-lea. Cele două surori au inițiat căsătoria nepoatei lor, Maria Anna, fiica fratelui lor Wilhelm al V-lea, cu viitorul împărat romano-german Ferdinand al II-lea. Wilhelm al V-lea a împiedicat inițial planurile Mariei Maximiliana de a-și muta reședința la Graz, la sora ei, Maria Anna, îndeplinindu-i totuși dorința în 1595. De asemenea, el i-a oferit o susținere financiară de care nicio prințesă bavareză nu se mai bucurase până atunci. Maximiliana Maria a locuit la curtea surorii sale trei ani, timp în care a dezvoltat o relație deosebit de caldă cu nepotul ei, Ferdinand. Maximiliana Maria s-a întors la München în 1598. Se spune că fratele ei a constatat că era dificil să trăiască permanent alături de Maximiliana Maria datorită caracterului ei.
Maximiliana Maria l-a adus la curte pe pictorul gravor Johann Weiner. Lui Wilhelm di Lasso, fiul lui Orlando di Lasso, prințesa i-a dedicat un epitaf în Biserica Sf. Petru.
Maximiliana Maria a murit pe 11 iulie 1614 la München unde a fost și înmormântată în Catedrala Frauenkirche.